# Filipe Vargas

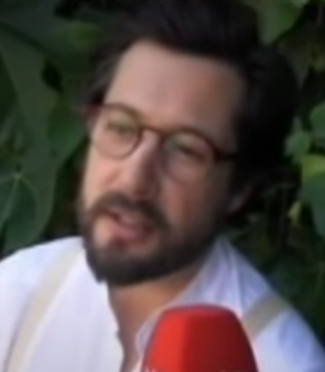
Filipe Vargas, Schnappschuss von einem Interview am Rande der Dreharbeiten zur Telenovela Sol de Inverno (November 2013).

Filipe Vargas (* 2. Mai 1972 in Caldas da Rainha) ist ein portugiesischer Film- und Fernsehschauspieler.

## Leben
Filipe Vargas wurde 1972 in Caldas da Rainha geboren und ging im Alter von 18 Jahren nach Lissabon, um dort Marketing und Werbung zu studieren. Er arbeitete danach bei verschiedenen Werbeagenturen als Werbetexter, bis er etwa zehn Jahre später, im Alter von 32 Jahren, eine berufliche Kehrtwende einlegte.
Er ging nach Madrid, um an der Schauspielschule von Juan Carlos Corazza eine Ausbildung zu absolvieren. Nach drei Jahren kehrte er nach Lissabon zurück und durchlief erfolgreich das Casting zur RTP-Fernsehserie Conta-me com Foi, die nach ihrem Start 2007 enorm erfolgreich wurde. Hatte Vargas bereits 2006 eine kleinere Rolle in einer populären Kinder- und Jugendsendung übernommen, um die Endphase seines Studiums zu finanzieren, so begann er nun eine vergleichsweise steile Laufbahn als Schauspieler in Fernseh- und Kinoproduktionen. Noch im gleichen Jahr spielte er in verschiedenen Kinoproduktionen mit und erhielt 2008 Rollen in neuen Fernsehserien.
2008 spielte er erstmals Theater, in António Pires' Inszenierung von Gil Vicentes Auto da Barca do Inferno. Er blieb kleinen und improvisierten Theaterprojekten in seinen sporadischen Theaterauftritten treu, bis er 2017 erstmals auch auf einer größeren Bühne spielte, in einer gefeierten Aufführung im renommierten Lissabonner Teatro Aberto, in Conor McPhersons Noite Viva unter Regie von João Lourenço. Seither gilt Vargas auch als renommierter Theaterschauspieler.
Vargas spielte auch in einigen internationalen Filmproduktionen, darunter beachtete Literaturverfilmungen wie Die Geheimnisse von Lissabon (2010), Nachtzug nach Lissabon (2013), Lines of Wellington – Sturm über Portugal (2012) oder Land im Sturm (2019), aber auch französische Fernseh- und Kinoproduktionen. Einem breiten Publikum wurde er jedoch als Schauspieler des portugiesischen Kinos, insbesondere aber portugiesischer Fernsehserien und Telenovelas bekannt, in denen er seither regelmäßig auftritt und die ihn inzwischen zu einer bekannten Persönlichkeit werden ließen.

## Filmografie
- 2006: Floribella (Kinder- und Jugendserie, zwei Folgen)
- 2007–2011: Conta-me Como Foi (Fernsehserie)
- 2007: The Lovebirds; R: Bruno de Almeida
- 2007: Corrupção; (R: João Botelho, nicht gezeichnet)
- 2007: Call Girl; R: António-Pedro Vasconcelos
- 2008: O Dia do Regicídio (Fernseh-Mehrteiler)
- 2008: Casos da Vida (Fernsehserie, eine Folge)
- 2008: Rebelde Way – Leb dein Leben (Telenovela, eine Folge)
- 2008: A Corte do Norte; R: João Botelho
- 2009: Salazar: A Vida Privada (Fernsehserie, zwei Folgen)
- 2009: Eigenheiten einer jungen Blondine; R: Manoel de Oliveira
- 2009: Vila Faia (Telenovela, RTP)
- 2009: Quando o Anjo e o Diabo Colaboram (Kurzfilm); R: Paula Soares
- 2009: Too Many Daddies, Mommies and Babies (Kurzfilm); R: Gabriel Abrantes
- 2010: O Dez (Fernsehfilm, mehrere Regisseure)
- 2010: A Minha Família (Fernsehserie, eine Folge)
- 2010: O Estranho Caso de Angélica; R: Manoel de Oliveira
- 2010: Cidade Despida (Krimiserie, eine Folge)
- 2010: Regresso a Sizalinda (Fernsehserie, vier Folgen)
- 2010: Die Geheimnisse von Lissabon; R: Raúl Ruiz (2011 auch Fernseh-Mehrteiler)
- 2010: Filme do Desassossego; R: João Botelho
- 2010: República (Fernseh-Mehrteiler, eine Folge)
- 2010: Quero Ser Uma Estrela; R: José Carlos de Oliveira
- 2010–2012: Lua Vermelha (Fernsehserie)
- 2011: La Madre; R: Patricia Venti
- 2011: Maternidade (Fernsehserie, eine Folge)
- 2011: Um Poema por Semana (Lyrik-Fernsehreihe, eine Folge)
- 2011: Quinze Pontos na Alma; R: Vicente Alves do Ó
- 2011: A Sagrada Família (Fernsehserie)
- 2011: Je m'appelle Bernadette; R: Jean Sagols
- 2011: Numa Fracção de Segundo (Kurzfilm); R: Miguel Costa
- 2011–2012: Velhos Amigos (Fernsehserie)
- 2011–2012: Pai à Força (Fernsehserie)
- 2012: Fratelli (Kurzfilm); R: Gabriel Abrantes, Alexandre Melo
- 2012: Liberdade 21 (Fernsehserie, eine Folge)
- 2012: Lines of Wellington – Sturm über Portugal; R: Valeria Sarmiento (auch Fernseh-Mehrteiler)
- 2012: Operação Outono; R: Bruno de Almeida
- 2012: Bloqueio (Fernsehfilm); R: Henrique Oliveira
- 2013: Nachtzug nach Lissabon; R: Bille August
- 2013: Quarta Divisão; R: Joaquim Leitão
- 2013: Ce monde est fou; R: Badreddine Mokrani
- 2013: Sinais de Vida (Fernsehserie)
- 2013: Lura; R: Luís Brás
- 2013–2014: Sol de Inverno (Telenovela, SIC)
- 2014: Se o Dia Chegar (Kurzfilm); R: Pedro Santasmarinas
- 2014: Os Maias: Cenas da Vida Romântica; R: João Botelho (2015 auch Fernseh-Mehrteiler)
- 2015: Aqui, em Lisboa: Episódios da Vida da Cidade (mehrere Regisseure)
- 2015: Marta (Kurzfilm); R: Bernardo Almeida
- 2015: The Secret Agent; R: Stan Douglas
- 2015: John From; R: João Nicolau
- 2015–2016: Bem-Vindos a Beirais (Telenovela, RTP)
- 2015–2016: Coração d'Ouro (Telenovela, SIC)
- 2016: A Brief History of Princess X (Kurzfilm); R: Gabriel Abrantes
- 2016: Kuru (Kurzfilm); R: Francisco Antunez
- 2016: Closer to More (Kurzfilm); R: Trygve Luktvasslimo
- 2016: Donos Disto Tudo (Fernsehserie, eine Folge)
- 2016: A Mãe é que Sabe; R: Nuno Rocha
- 2016: Mata Hari (Fernsehserie, eine Folge)
- 2017: Mulheres Assim (Fernsehserie, zwei Folgen)
- 2017: Jacinta; R: Jorge Paixão da Costa
- 2017: Ministério do Tempo (Fernsehserie, eine Folge)
- 2017: Madre Paula (Fernsehserie)
- 2017: Espelho d'Água (Telenovela, SIC)
- 2017: Peregrinação, R: João Botelho
- 2017–2018: A Herdeira  (Telenovela, TVI)
- 2018: Ruth, R: António Pinhão Botelho (2019 auch Fernseh-Mehrteiler)
- 2018: Diamantino; R: Gabriel Abrantes, Daniel Schmidt
- 2018: Incomum (Kurzfilm); R: João Marques
- 2018: O Caderno Negro; R: Valeria Sarmiento
- 2018–2019: A Teia (Fernsehserie)
- 2019: Land im Sturm; R: Tiago Guedes (2020 auch Fernseh-Dreiteiler)
- 2019: Amar Depois de Amar (Fernsehserie)
- 2020: #CasaDoCais (Fernsehserie, eine Folge)
- 2020: Largo do Caldas (Fernsehfilm); R: Igor Martins
- 2020: Quer o Destino  (Telenovela, TVI)
- 2020: Histórias à Solta (Fernsehserie)
- 2021: A Abóbada (Fernsehfilm); R: Claudia Clemente
- 2021: Prisão Domiciliária (Fernsehserie, acht Folgen)
- 2021: O Livro Negro do Padre Dinis (Fernseh-Mehrteiler, eine Folge)
- 2022: Um Filme em Forma de Assim; R:
- 2022: Quero é Viver (Telenovela, TVI)
- 2022: L'Araignée Rouge; R: Franck Florino
- 2023: L’Amour du Monde; R: Jenna Hasse